# Sestry života
Sestry života (Sorores vitae, S.V., angl. Sisters of Life) je římskokatolický ženský řeholní institut následující augustiniánskou řeholi. Jeho hlavní činností je podpora těhotných žen v nouzi, žen postižených postinterrupčním syndromem a boj proti potratům a euthanasii. Jejich mateřský dům se nachází v New Yorku, působí v USA a Kanadě. Generální představenou je od roku 2004 sestra Agnes Mary Donovan, která je zároveň prezidentkou americké Council of Major Superiors of Women Religious (CMSWR).
V roce 1991 je jako původně laické katolické sdružení založil kardinál O'Connor, arcibiskup New Yorku. V řeholní institut diecézního práva se přeměnily v roce 2004 z rozhodnutí O'Connorova nástupce, kardinála Egana. Sestry skládají čtyři sliby: slib chudoby, slib čistoty, slib poslušnosti a slib chránit a podporovat posvátnost lidského života.